# 에어캐나다 루즈의 운항 노선
아래는 에어캐나다 루즈의 취항지 목록이다.

## 운항 노선

### 아시아
- 일본
  - 오사카 - 간사이 국제공항 계절편
  - 나고야 - 주부 센토레아 국제공항 계절편

### 아프리카
- 알제리
  - 알제 - 우아리 부마디엔 국제공항 계절편

### 유럽

#### 서유럽
- 영국
  - 런던 - 런던 개트윅 국제공항 계절편
  - 글래스고 - 글래스고 공항 계절편
  - 맨체스터 - 맨체스터 공항 계절편
- 프랑스
  - 니스 - 니스 코트다쥐르 공항 계절편
  - 마르세유 - 마르세유 프로방스 공항 계절편
- 독일
  - 베를린 - 베를린 테겔 국제공항 계절편
- 아일랜드
  - 더블린 - 더블린 공항

#### 남유럽
- 그리스
  - 아테네 - 아테네 국제공항 계절편
- 스페인
  - 바르셀로나 - 바르셀로나 엘프라트 국제공항 계절편
- 이탈리아
  - 베니스 - 베니스 마르코 폴로 국제공항 계절편
- 포르투갈
  - 리스본 - 리스본 포르텔라 국제공항 계절편
  - 포르투 - 포르투 공항 계절편

#### 동유럽
- 루마니아
  - 부쿠레슈티 - 헨리 코안더 국제공항 계절편
- 체코
  - 프라하 - 프라하 바츨라프 하벨 국제공항 계절편
- 크로아티아
  - 자그레브 - 자그레브 국제공항 계절편
- 폴란드
  - 바르샤바 - 바르샤바 쇼팽 국제공항 계절편
- 헝가리
  - 부다페스트 - 부다페스트 페리 헤지 국제공항 계절편

### 아메리카

#### 북아메리카
- 미국
  - 네바다주
    - 라스베이거스 - 매캐런 국제공항

  - 애리조나주
    - 피닉스 - 스카이 하버 국제공항

  - 캘리포니아주
    - 샌디에이고 - 샌디에이고 국제공항
    - 팜스프링스 - 팜스프링스 국제공항 계절편

  - 플로리다주
    - 새러소타 - 새러소타-브레이든턴 국제공항
    - 올랜도 - 올랜도 국제공항
    - 웨스트팜비치 - 팜비치 국제공항 계절편
    - 탬파 - 탬파 국제공항
    - 포트로더데일 - 포트로더데일 할리우드 국제공항

  - 하와이주
    - 호놀룰루 - 호놀룰루 국제공항
    - 카훌루이 - 카훌루이 공항
    - 코나 - 코나 공항 계절편
- 캐나다
  - 노바스코샤주
    - 핼리팩스 - 핼리팩스 국제공항 계절편
    - 시드니 - 시드니 J.A. 더글러스 맥커디 공항

  - 브리티시컬럼비아주
    - 밴쿠버 - 밴쿠버 국제공항 허브
    - 애버츠포드 - 애버츠포드 국제공항
    - 킬로나 - 킬로나 국제공항

  - 온타리오주
    - 토론토 - 토론토 피어슨 국제공항 허브

  - 앨버타주
    - 캘거리 - 캘거리 국제공항 허브

  - 퀘벡주
    - 몬트리올 - 몬트리올 피에르 엘리오트 트뤼도 국제공항 허브

  - 프린스에드워드아일랜드주
    - 샬럿타운 - 샬럿타운 공항 계절편
- 멕시코
  - 캉쿤 - 캉쿤 국제공항
  - 바이아스데우아툴코 - 바이아스 데 우아툴코 국제공항 계절편
  - 산호세델카보 - 바치후알라토 페데랄 국제공항 계절편
  - 푸에르토바야르타 - 리센시아도 구스타보 디아스 오르다스 국제공항 계절편
- 코스타리카
  - 산호세 - 후안 산타마리아 국제공항
  - 리베리아 - 다니엘 오두베르 키로스 국제공항
- 파나마
  - 파나마 시티 - 토쿠멘 국제공항

### 남아메리카
- 콜롬비아
  - 보고타 - 엘도라도 국제공항
  - 카르타헤나 - 라파엘 뉴녜즈 국제공항 계절편
- 페루
  - 리마 - 호르헤 차베스 국제공항

#### 카리브해
- 그레나다
  - 세인트조지스 - 모리스 비숍 국제공항 계절편
- 네덜란드령 세인트마르틴
  - 필립스뷔르흐 - 프린세스 줄리아나 국제공항 계절편
- 도미니카 공화국
  - 푸에르토플라타 - 그레고리오 루페론 국제공항
  - 라로마나 - 라로마나 국제공항 계절편
  - 사마나 - 사마나 엘 카테이 국제공항
  - 푼타카나 - 푼타카나 국제공항
- 바베이도스
  - 브리지타운 - 그랜틀리 애덤스 국제공항
- 바하마
  - 나소 - 린든 핀들링 국제공항
  - 산살바도르 - 산살바도르 공항 계절편
- 세인트키츠 네비스
  - 바스테르 - 로버트 L. 브래드쇼 국제공항 계절편
- 아이티
  - 포르토프랭스 - 투생 루베르튀르 국제공항
- 자메이카
  - 킹스턴 - 노먼 맨리 국제공항
  - 몬테고 베이 - 생스터 국제공항
- 쿠바
  - 바라데로 - 후안 괄베르토 고메스 공항
  - 산타클라라 - 아벨 산타 마리아 공항
  - 올긴 - 프랑크 파이스 공항
  - 카요코코 - 하르디네스 델 레이 공항
- 퀴라소
  - 퀴라소 - 하토 국제공항 계절편
- 트리니다드 토바고
  - 포트오브스페인 - 피라코 국제공항 계절편

## 단항 노선

### 아프리카
- 모로코
  - 카사블랑카 - 모하메드 V 국제공항 계절편

### 유럽

#### 남유럽
- 이탈리아
  - 로마 - 레오나르도 다 빈치 국제공항

### 아메리카

#### 북아메리카
- 미국
  - 로스앤젤레스 - 로스앤젤레스 국제공항
  - 샌프란시스코 - 샌프란시스코 국제공항
  - 앵커리지 - 테드 스티븐스 앵커리지 국제공항 계절편

#### 카리브해
- 쿠바
  - 카요라르고 - 빌리오 아크루나 공항 계절편